# 赤沼宏
赤沼　宏（あかぬま　ひろし、1952年4月19日 - ）は、福島県出身の日本の実業家。川崎近海汽船代表取締役社長を経て、同社代表取締役会長。
設立以来初の生え抜き社長である。東京国際大学（旧国際商科大学）商学部出身

## 経歴
- 昭和50年 - 川崎近海汽船入社
- 平成16年 -  内航不定期船部長
- 平成20年 -  取締役就任内航不定期船部担当、内航定期船部担当補佐
- 平成23年 -  常務取締役就任内航定期船部及びフェリー部担当
- 平成26年 -  専務取締役就任フェリー部、内航定期船部及び船舶部管掌
- 平成28年 -  取締役副社長就任社長補佐、フェリー部、内航定期船部及び船舶部管掌
- 平成29年 -  代表取締役社長就任
- 令和2年 -　代表取締役会長[3]